# Пето (Юкатан)
Пето (исп. Peto) — город в Мексике, штат Юкатан, административный центр одноимённого муниципалитета. Численность населения, по данным переписи 2005 года, составила 18 177 человек. Находится примерно в 135 км к юго-востоку от города Мерида (столицы Юкатана).

## Общие сведения
Название Peto с майяского языка можно перевести как лунная корона.
Город был основан в 1549 году, Франсиско де Беррео.

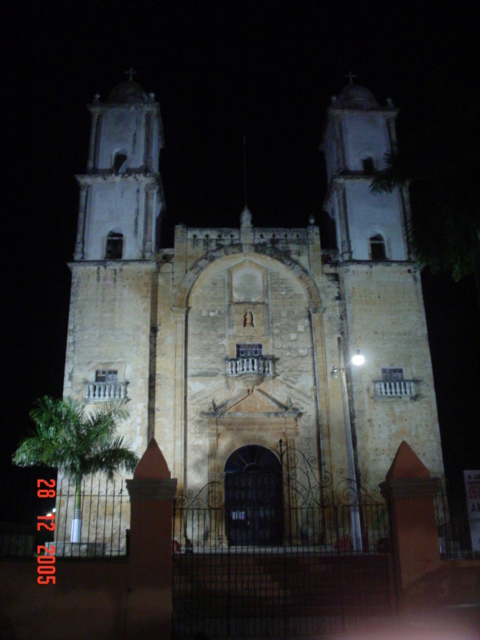
Церковь в Пето